# Pterodontia variegata
Pterodontia variegata är en tvåvingeart som beskrevs av White 1914. Pterodontia variegata ingår i släktet Pterodontia och familjen kulflugor.
Artens utbredningsområde är Tasmanien. Inga underarter finns listade i Catalogue of Life.